# Astrobiologija
Astrobiologija ili egzobiologija je znanost koja proučava nastanak i evoluciju bioloških sustava u svemiru. Astrobiologija koristi molekularnu biologiju, biofiziku, biokemiju, kemiju, astronomiju, fizičku kozmologiju, planetologiju i geologiju kako bi istražila mogućnost života na drugim svjetovima i pomogla prepoznati biosfere koje bi se mogle razlikovati od one na Zemlji. Podrijetlo i rana evolucija života neodvojivi su dio discipline astrobiologije. Astrobiologija se odnosi na interpretaciju postojećih znanstvenih podataka i astrobiologija se prvenstveno tiče hipoteza koje se čvrsto uklapaju u postojeće znanstvene teorije. 

## Ciljevi
Astrobiologija pokušava objasniti nastanak života i njen razvoj kroz:
- istraživanje postanka i razvoja života na Zemlji
- pronalaženje općih zakona o razvoju i organizaciji organizama
- promatranje razvoja i evolucije života na razini molekule, organizama i ekosustava
- pronalazenje granica za stvaranje i održavanje života -  što je nužno da se život stvori i razvije
- pronalaženje načina prepoznavanja znakova života na drugim svjetovima
- pronalaženje izvanzemaljskoga života na nebeskim tijelima Sunčevog sustava.

## Vanjske poveznice
Odjel Astrobiologije americke svemirske agencije NASA
The European Astrobiology Web